# Antipa din Pergam
Antipa din Pergam n. Secolul I, Pergam – d. 92, Pergam a fost, conform tradiții, primul episcop al comunității creștine din Pergam și unul dintre primii creștini care au suferit martiriul pentru credință. Ale cărui informații despre el sunt cu siguranță rare și vagi, în afară de o mențiune despre el în Apocalipsa lui Ioan (Apocalipsa 2,13) și o referință din Tertulian.

## Hagiografie
Antipa este pomenit în cartea Apocalipsei (Apocalipsa 2,13), de Sfântul Ioan, care îl amintește ca pe un „martor credincios, care a fost omorât între voi, acolo unde locuiește Satana”. Din context se poate înțelege că Antipa a fost martirizat la Pergam, în Asia Mică, probabil în vremea persecuțiilor feroce ale împăratului Nero (54-68), aproape sigur în anul 68. Unii autori au indicat alte patru date ca ani probabili ai morții: două în timpul domniei lui Domițian (81-96), una în anul 83 și încă una la sfârșitul anului 92. Din moment ce Tertulian menționează un sfânt numit Antipa martirizat în timpul imperiului lui Domițian, ar fi evident să recunoaștem datele cele mai probabile în ultimele două. "Passio" transmis pare să urmeze schema hagiografică tipică: Antipa, episcopul comunității creștine din Pergam, la o vârstă înaintată, a fost arestat în urma unei revolte populare; dus în fața tribunalului prefectului orașului, a fost interogat și, ca de obicei, îndemnat să sacrifice zeilor, după ordinele imperiale; pentru refuzul său a fost apoi târât la templul lui Zeus și închis în instrumentul de tortură cunoscut sub numele de Taurul Phalaris.